# Utah Stingers 2020
Questa voce raccoglie le informazioni riguardanti gli Utah Stingers nelle competizioni ufficiali della stagione 2020.

## Stagione
Gli Utah Stingers partecipano allo NVA Showcase conquistando la vittoria del torneo, tenutosi in seguito alla cancellazione del torneo NVA a causa della pandemia di COVID-19 negli Stati Uniti d'America.

## Organigramma societario
Area direttiva
- Presidente: Russell Holmes

Area tecnica
- Allenatore: Va'afuti Tavana

## Rosa
| N° | Nome                  | Ruolo | Data di nascita   | Nazionalità sportiva |
| -- | --------------------- | ----- | ----------------- | -------------------- |
| 0  | Chandler Baugh        | L     | -                 | Stati Uniti          |
| 1  | Storm Fa'agata-Tufuga | S     | -                 | Stati Uniti          |
| 2  | Jake Langlois         | S     | 14 maggio 1992    | Stati Uniti          |
| 3  | Hamilton Day          | P     | -                 | Stati Uniti          |
| 4  | Leo Durkin            | P     | 13 novembre 1992  | Stati Uniti          |
| 5  | Russell Lavaja        | C     | 20 luglio 1990    | Stati Uniti          |
| 6  | Philip Fuchs          | S     | -                 | Stati Uniti          |
| 9  | Jorge Mencía          | O     | 14 aprile 1990    | Porto Rico           |
| 10 | Gavin Heap            | P     | -                 | Stati Uniti          |
| 11 | Carson Heninger       | O     | -                 | Canada               |
| 12 | Russell Holmes        | C     | 1º luglio 1982    | Stati Uniti          |
| 14 | Kalen Stewart         | S     | -                 | Stati Uniti          |
| 16 | Paul Clark            | S     | -                 | Stati Uniti          |
| 17 | Cory Metcalf          | O     | -                 | Stati Uniti          |
| 24 | Alexander Shmelev     | C     | 12 settembre 1993 | Stati Uniti          |
| 98 | Yosleyder Cala        | S     | 22 ottobre 1984   | Stati Uniti          |
| 99 | Ryan Boyce            | P     | -                 | Stati Uniti          |

## Statistiche

### Statistiche di squadra
| Competizione | Punti | In casa | In casa | In casa | In trasferta | In trasferta | In trasferta | Totale | Totale | Totale |
| Competizione | Punti | G       | V       | P       | G            | V            | P            | G      | V      | P      |
| ------------ | ----- | ------- | ------- | ------- | ------------ | ------------ | ------------ | ------ | ------ | ------ |
| NVA Showcase | 7     | 0       | 0       | 0       | 0            | 0            | 0            | 5      | 5      | 0      |
| Totale       | -     | 0       | 0       | 0       | 0            | 0            | 0            | 5      | 5      | 0      |

G = partite giocate; V = partite vinte; P = partite perse